# Metioche flavipes
Metioche flavipes är en insektsart som först beskrevs av Henri Saussure 1878.  Metioche flavipes ingår i släktet Metioche och familjen syrsor. Inga underarter finns listade i Catalogue of Life.